# Venâncio Fortunato
Venâncio Fortunato (em latim: Venantius Honorius Clementianus Fortunatus; c. 530 ─ c. 600/609) foi um poeta e compositor de hinos latino, e bispo de Poitiers.

## Biografia

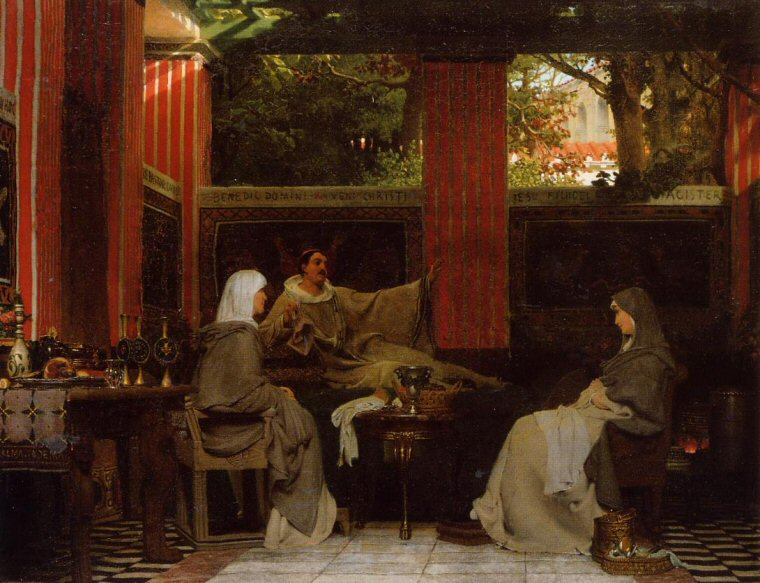
"Venâncio Fortunato Lendo seus Poemas para Radegonda".
Por Lawrence Alma-Tadema (1862).

Venâncio Fortunato nasceu no norte da Itália em algum lugar entre Valdobbiadene, Ceneda, e Treviso. Ele cresceu durante a reconquista Bizantina da Itália e foi educado em Ravena. Seus trabalhos posteriores mostram familiaridade não apenas com poetas clássicos como Virgílio, Horácio, Ovídio, Públio Estácio, e Martial, mas também com poetas cristãos, incluindo Arátor, Claudiano, e Célio Sedúlio. 
Fortunato eventualmente migrou pela Alemanha até a Gália em meados de 560, provavelmente com intenções específicas de se tornar poeta na corte Merovíngia. Após circunstâncias políticas que impediram sua carreira na corte, Fortunato recebeu patrocínio de várias figuras religiosas, incluindo  São Gregório de Tours. Tornou-se bispo de Poitiers pouco depois do ano 600.

## Obras
Ele é mais conhecido por dois poemas que tornaram-se parte da liturgia da Igreja Católica Romana, o Pange Lingua Gloriosi Proelium Certaminis ("Canta, ó língua, da gloriosa luta"), um hino que posteriormente inspirou Pange Lingua Gloriosi Corporis Mysterium de Santo Tomás de Aquino's. Ele também escreveu Vexilla Regis prodeunt ("Os Estandartes do Rei Avançam"), que é uma canção cantada nas vésperas da Semana Santa. 

Ao todo, pelo que se tem registro, Venantius Fortunatus escreveu onze livros de poesia em Latim em diversos grupos de gênero incluindo epitáfios, panegíricos, consolações e poemas religiosos. Suas obras são importantes no desenvolvimento da literatura latina, em grande parte por escrever numa época em que a prosódia latina afastava-se do verso quantitativo do latim clássico em direção a métrica do latim medieval.

## Comemoração
Fortunatus é um santo da Igreja Católica Romana, comemora em 14 de dezembro, especialmente na diocese de Poitiers e em certas igrejas de Vêneto.  